# KLHL3
Kelch-like protein 3 es una proteína presente en los seres humanos que está codificada por el gen KLHL3. 

## Función
Este gen se expresa de forma ubicua y codifica una proteína tiene un dominio BTB N-terminal seguido de un dominio BACK y seis repeticiones tipo kelch en el extremo C. Estas repeticiones tipo kelch promueven la ubiquitinación del sustrato de las proteínas unidas a través de la interacción del dominio BTB con el componente CUL3 (cullin 3) de un complejo de ubiquitina ligasa (CRL) cullin-RING E3. 

## Importancia clínica

### Pseudohipoaldosteronismo tipo 2D
Las mutaciones en este gen causan pseudohipoaldosteronismo tipo 2 (PHA2), también conocido como Hipertensión Hiperkalémica Familiar (FHHt), un síndrome mendeliano poco común que se caracteriza por hipertensión, hiperkalemia  y acidosis metabólica. 